# Lerchenstärling
Der Lerchenstärling (Sturnella magna), auch Östlicher Lerchenstärling genannt, ist eine 21 bis 28 Zentimeter großer Vogelart aus der Familie der Stärlinge (Icteridae).

## Aussehen
Die Vögel haben ein hellbraunes Rückengefieder, der Bauch und die Kehle und eine schmale Stelle über dem Auge sind gelb. Auf der Brust trägt der Vogel ein schwarzes V-förmiges Band. Der Schnabel und die Beine sowie das Gefieder um die Augenpartie und die Schwanz Unterseite sind weiß und mit kurzen länglichen, schwarzen Tupfen versehen. Auffällig ist ein schwarzer Rand unterhalb der Kehle.

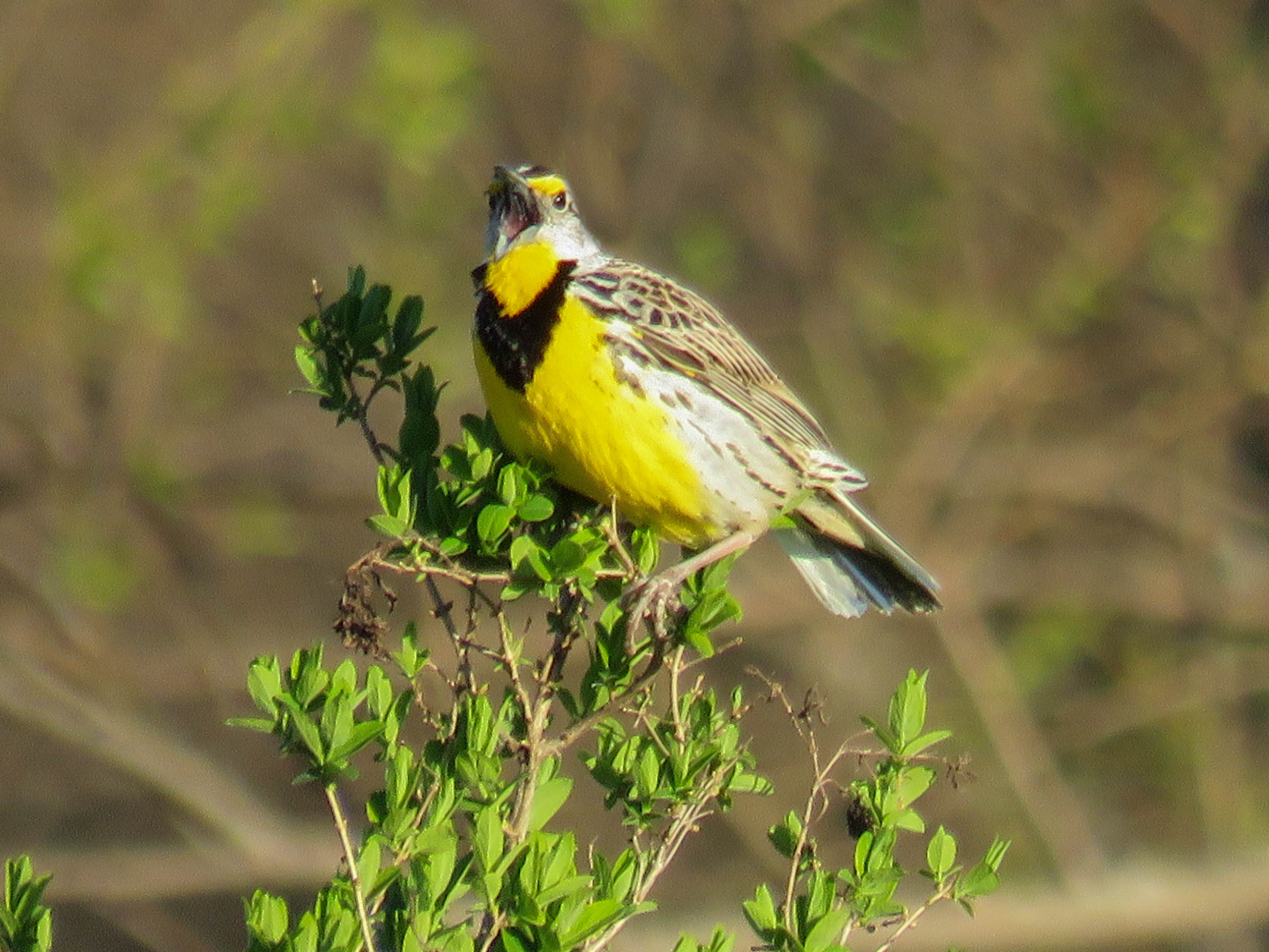
Singender Lerchenstärling

## Verbreitung und Lebensweise

Verbreitungskarte des Lerchenstärlings

Diese Vogelart kommt vom Südosten Kanadas, den östlichen Küstenstaaten der Vereinigten Staaten entlang bis nach Florida, Texas, New Mexico, Mexiko sowie Mittel- und Südamerika bis nach Brasilien vor. Der Lerchenstärling bevorzugt das offene Gelände der Gras- und Prärielandschaften. Der Lerchenstärling ernährt sich von Insekten wie Heuschrecken, Ameisen und Käfern. Getreide- und Grassamen werden ebenfalls vertilgt sowie Aas. Bei der Insektenjagd sitzt er meist auf Anhöhen wie Ästen, Pfählen o. ä. und stürzt sich im Flug auf seine Beute oder er sucht nach Insekten am Boden. Die nördlichen Populationen ziehen vor dem Winteranbruch nach Süden, ansonsten sind die Vögel ganzjährig standorttreu. Der Gesang des Männchens besteht aus einer Reihe klarer, weicher Pfeiftöne.

## Fortpflanzung
Im zeitigen Frühjahr sichert sich das Männchen ein eigenes Revier, welches es gegen Artgenossen verteidigt. Bei der Balz richtet das Männchen seinen Schnabel in den Himmel und zeigt dem Weibchen seine gelbe Brust und Kehle und springt dabei in die Luft.
Nachdem sich ein Paar gefunden hat, baut das Weibchen ein napfförmiges Nest aus Gräsern, in das es 3–7 weiße mit braunen Punkten versehene Eier legt. Die Brutdauer beträgt bis zu zwei Wochen. Männchen und Weibchen wechseln sich bei der Brutfürsorge ab. Pro Jahr werden meist zwei Bruten getätigt.

## Gefährdung und Schutzmaßnahmen
Aufgrund ihrer weiten Verbreitung und das für diese Art keinerlei Gefährdungen bekannt sind, stuft die IUCN diese Art als (Least Concern) nicht gefährdet ein.

## Unterarten
Es werden sechzehn Unterarten unterschieden.
- Sturnella magna magna (Linnaeus, 1758) kommt im Südosten Kanadas und dem zentralen und östlichen Gebiet der USA vor.
- Sturnella magna argutula Bangs, 1899 sit im südlichen zentralen und südöstlichen Gebiet der USA verbreitet.
- Sturnella magna hoopesi Stone, 1897 kommt vom Süden Texass und im Nordosten Mexikos vor.
- Sturnella magna auropectoralis Saunders, GB, 1934 ist im westlichen zentralen Mexiko verbreitet.
- Sturnella magna saundersi Dickerman & Phillips, AR, 1970 kommt im Südosten Oaxacas vor.
- Sturnella magna alticola Nelson, 1900 ist vom Süden Mexikos bis Costa Rica verbreitet.
- Sturnella magna mexicana Sclater, PL, 1861 kommt vom südöstlichen Mexiko über Belize und Guatemala vor.
- Sturnella magna griscomi Van Tyne & Trautman, 1941 kommt im Norden Yucatáns vor.
- Sturnella magna inexspectata Ridgway, 1888 ist von Honduras bis in den Nordosten Nicaraguas verbreitet.
- Sturnella magna subulata Griscom, 1934 kommt in Panama vor.
- Sturnella magna meridionalis Sclater, PL, 1861 ist im nördlichen zentralen Kolumbien bis in den Nordwesten Venezuelas verbreitet.
- Sturnella magna paralios Bangs, 1901 kommt im Norden Kolumbiens sowie dem nördlichen und zentralen Venezuela vor.
- Sturnella magna praticola Chubb, C, 1921 ist in den Llanos von Ostkolumbien und dem Südosten Venezuelas über Guyana und Suriname verbreitet.
- Sturnella magna monticola Chubb, C, 1921 kommt in den Bergen im Süden Venezuelas, Guyana, Surinam, Französisch-Guayana und den Norden Brasiliens vor.
- Sturnella magna hippocrepis (Wagler, 1832) ist auf Kuba verbreitet.
- Sturnella magna lilianae Oberholser, 1930 kommt im Südwesten der USA und dem Nordwesten Mexikos vor.